# Pritchardomyia
Pritchardomyia is een vliegengeslacht uit de familie van de roofvliegen (Asilidae).

## Soorten
- P. vespoides (Bigot, 1878)